# Municipalità locale di Mpofana
Mpofana è una municipalità locale (in inglese Mpofana Local Municipality) appartenente alla municipalità distrettuale di Umgungundlovu della provincia di KwaZulu-Natal in Sudafrica. 
In base al censimento del 2001 la sua popolazione è di 36.819 abitanti.
Il suo territorio si estende su una superficie di 1.651 km² ed è suddiviso in 4 circoscrizioni elettorali (wards). Il suo codice di distretto è KZN223.

## Geografia fisica

### Confini
La municipalità locale di Mpofana confina a nord e a ovest con quella di Umtshezi (Uthukela), a nord con quella di Msinga (Umzinyathi), a est con quelle di Umvoti (Umzinyathi) e uMshwathi, a sud con quella di uMngeni e a ovest con quella di Imbabazane (Uthukela) e con il  District Management Areas KZDMA22.

### Città e comuni
- Middelrus
- Mooi River
- Hidcote
- Mooi Mpofana
- Mooi River
- Redcliffe
- Rietvlei
- Rosetta
- The Grove

### Fiumi
- Klein – Mooi
- Mooi
- Umdumbeni
- Umngwenya

### Dighe
- Craigieburn Dam
- Warley Common Dam